# Jane Blanchot
Pour les articles homonymes, voir Blanchot.
Léontine Jeanne Blanchot, connue dans le monde de la mode sous le nom de Jane Blanchot, née le 16 mai 1884 à Paris (15e arrondissement) et morte le 23 mars 1979 à Paris (16e arrondissement) est une modiste et sculptrice française.

## La modiste
Elle exerce d'abord son activité 24 rue du Quatre-Septembre, puis à partir de 1923 au 11 rue du Faubourg-Saint-Honoré,. 
Elle a été présidente de la Chambre syndicale de la Haute Couture Mode (et c'est à ce titre qu'elle a demandé au président du conseil municipal de Paris d'intervenir pour faire lever l'interdiction du port du chapeau dans les théâtres subventionnés) et du Syndicat de la Mode de Paris.

## La sculptrice
Elle se lance dans la sculpture à partir de 1912, sous la conduite de jeunes professeurs tels qu'Alexandre Descatoire ou Jean-René Carrière.
Elle expose au Salon des artistes français de 1928 à 1939, où elle reçoit une mention honorable en 1934 et une médaille de bronze en 1936.

## Vie privée
Issue d'une famille auvergnate (ses parents, Antoine Blanchot et Catherine Espic, étaient originaires d'Aydat (Puy-de-Dôme)), elle épouse en 1914 à Paris Henri-Emile Boettcher, ingénieur conseil en droit industriel.

## Œuvre

### Sculptures
- Énigme, « figure ambiguë, aux traits fins mais fermes, à la chevelure rasée[8] » (1928) qui orne aujourd'hui la fontaine du château de la Source, actuelle mairie de Bois-le-Roi
- Sérénité Khmère, sculpture en taille directe sur pierre calcaire beige figurant un buste de femme sur un socle quadrangulaire.
- Buste d'Amélie Murat, parc thermal, Royat

### Écrits
- Rose Bertin et la mode, conférence devant le Comité des Figures de France présidé par le duc de La Force, 1955